# Lijst van voetbalinterlands Benin - Ghana (vrouwen)
Deze lijst van voetbalinterlands is een overzicht van alle officiële voetbalinterlands tussen de nationale vrouwenteams van Benin en Ghana. De landen hebben tot nu toe vier keer tegen elkaar gespeeld.

## Wedstrijden
| № | Plaats  | Datum            | Competitie                          | Wedstrijd     | Uitslag |
| - | ------- | ---------------- | ----------------------------------- | ------------- | ------- |
| 1 | Cotonou | 19 februari 2023 | Vriendschappelijk                   | Benin − Ghana | 0 − 3   |
| 2 | Cotonou | 27 oktober 2023  | Olympische Spelen 2024 kwalificatie | Benin − Ghana | 0 − 3   |
| 3 | Accra   | 31 oktober 2023  | Olympische Spelen 2024 kwalificatie | Ghana − Benin | 2 − 0   |
| 4 | Ziaida  | 25 juni 2025     | Vriendschappelijk                   | Ghana − Benin | 4 − 2   |

## Samenvatting
| Competitie                     | Totaal gespeeld | Winst Benin | Gelijk | Winst Ghana | Doelsaldo Benin – Ghana |
| ------------------------------ | --------------- | ----------- | ------ | ----------- | ----------------------- |
| Olympische Spelen kwalificatie | 2               | 0           | 0      | 2           | 0 − 5                   |
| Vriendschappelijk              | 2               | 0           | 0      | 2           | 2 − 7                   |
| Totaal                         | 4               | 0           | 0      | 4           | 2 − 12                  |